# Bruxelles-Central/Brussel-Centraal
Bruxelles-Central (Brussel-Centraal) – podziemny dworzec kolejowy znajdujący się pod ścisłym centrum Brukseli, pomiędzy stacjami Bruxelles Midi i Bruxelles-Nord. Stacja została otwarta w 1952. Posiada 3 perony i jest ozdobiona trawertynem. Po II wojnie światowej była to jedna z najnowocześniejszych stacji kolejowych na świecie między innymi dzięki instalacji schodów ruchomych, pochylni ruchomych, wind oraz ogrzewanych poczekalni i kiosków na peronach co było praktycznie niestosowane gdzie indziej.

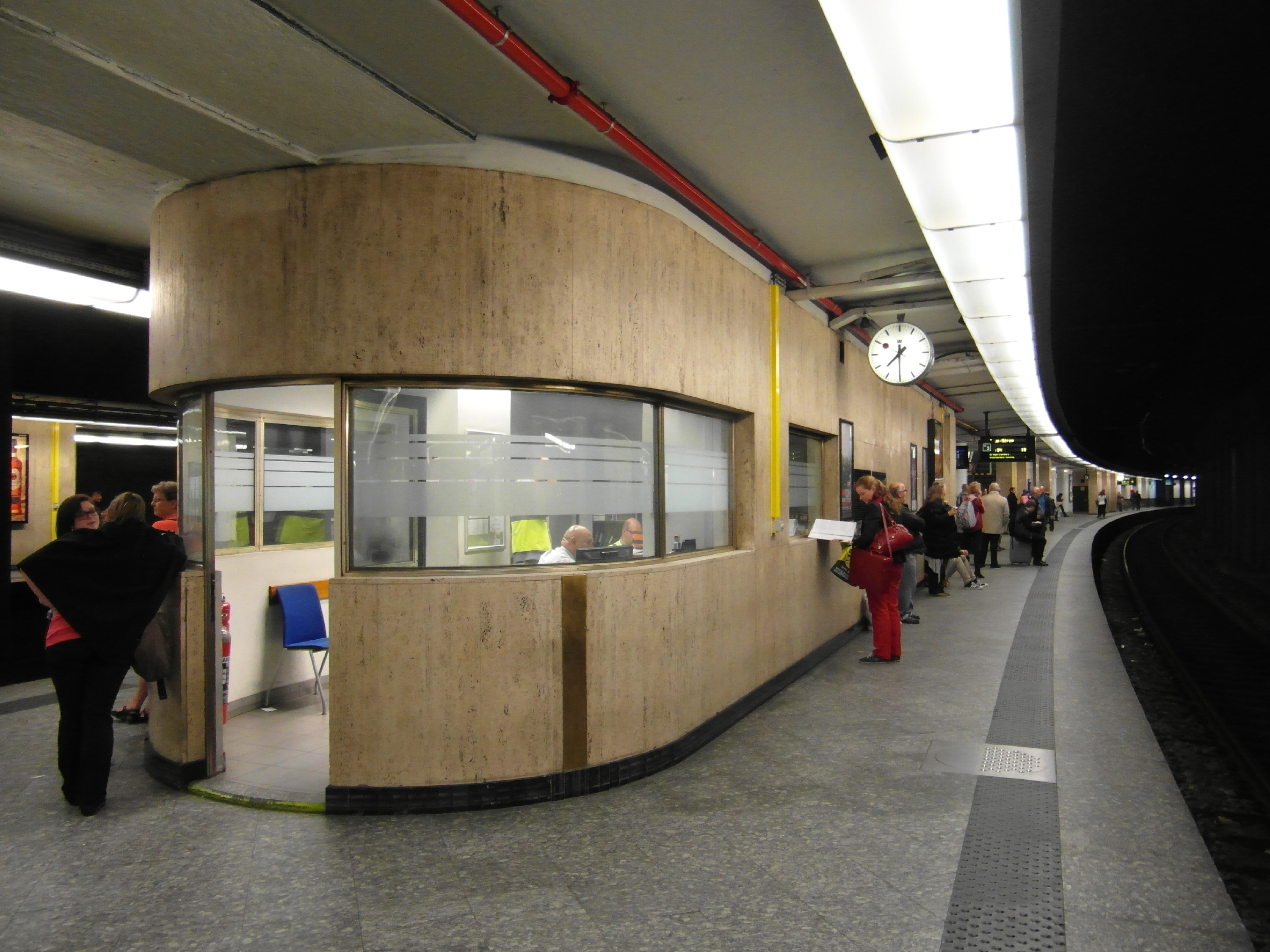
Podziemne perony